# Cognos (Software)
Cognos, An IBM Company war ein Softwareunternehmen, das Performance-Management-Lösungen anbot. Der Hauptsitz lag in Ottawa, Kanada. In Deutschland befand sich die Unternehmenszentrale in Frankfurt am Main.
Am 31. Januar 2008 gab IBM den Abschluss der Übernahme von Cognos bekannt.
Cognos wurde 1969 unter dem Namen Quasar gegründet und 1982 in den heutigen Namen, Cognos, umbenannt. Das Unternehmen beschäftigte etwa 3.500 Mitarbeiter und unterstützte weit über 20.000 Kunden fast überall auf der Welt.
Cognos bot Lösungen für Business-Intelligence, Planung, Performance Management und Unternehmenskonsolidierung an. Wettbewerber waren Oracle (inkl. Hyperion Solutions), SAP (inkl. Business Objects, Cartesis), SAS Institute, Microsoft und MicroStrategy (seit 2025 Strategy Inc)..
Daneben richtete das Unternehmen die Cognos Performance aus, eine der größten Veranstaltungen zum Thema Performance Management in Deutschland, bis 2019 war es auf der CeBit vertreten.

## Beispiele für Produkte
- IBM Cognos Analytics 11[4] (22. Dezember 2015)
- IBM Cognos 10[5] wurde am 24. Oktober 2010 in Las Vegas vorgestellt
- IBM Cognos 8 Business Intelligence (Reporting, Analysis, Scorecarding, Event Management)
- IBM Cognos 8 Enterprise Planning
- IBM Cognos TM1
- IBM Cognos 8 Controller
- IBM Cognos 8 GO! Search, Mobile, Office
- IBM Cognos 8 Workforce Performance
- IBM Cognos Now! - operatives Echtzeit-Dashboard, erhältlich als Appliance oder SaaS
- IBM Cognos Express (Kombination aus BI 8, TM1 und Informix, dient als KMU-Angebot innerhalb IBMs Express Programm; ab 10/2009)

Alte Versionen
- IBM Cognos ReportNet
- IBM Cognos MetricsManager
- IBM Cognos PowerPlay Transformer
- IBM Cognos Data Manager (ehemals DecisionStream)
- IBM Cognos Impromptu (Cognos Series 7)
- IBM Cognos Impromptu Web Reports (Cognos Series 7)
- IBM Cognos Visualizer (Cognos Series 7)
- IBM Cognos 4Thought
- IBM Cognos Scenario
- IBM Cognos PowerHouse

Laut einer Studie belegte „IBM Cognos“ im Jahr 2009 Platz 4 beim Business-Intelligence-Softwareumsatz in Deutschland mit 72 Mio. Euro Umsatz.